# Zébrule
Parent mâle de l'hybridation 
  Equus zebra 
×

Parent femelle de l'hybridation 
  Equus caballus 
Le zébrule (aussi appelé zorse) est un animal hybride issu du croisement d'un zèbre et d'une jument. Connu depuis la fin du XIXe siècle, il est l'objet d'un nouvel engouement en raison de son apparence originale, particulièrement chez les éleveurs américains.
En 2002 et 2003, deux zébrules sont nés chez un particulier à Cuchery (Marne).

## Étymologie
Les hybrides femelles issues du croisement d'un âne et d'une jument sont appelées mules, d’où l'origine du nom de « zébrule » en français. Le terme « zébrule », proposé de longue date par les scientifiques, est peu employé par les journalistes qui ont repris (à tort) le mot zorse, forgé récemment par des éleveurs américains à partir des mots zebra (zèbre) et horse (cheval), mais qui désigne un étalon zèbre croisé avec une jument pur-sang. L'appellation est cependant maintenue par le Journal officiel des Communautés européennes.

## Description
Le zébrule est un zébroïde, notion regroupant tout animal hybride ayant comme ancêtre un zèbre. Sa morphologie est proche de celle du cheval mais il porte des rayures sur une grande partie du corps. Il peut être mâle ou femelle, mais est toujours stérile. Des essais ont été faits pour croiser un cheval avec une femelle zèbre, sans qu'aucun ne donne un résultat vraiment viable. Les rares petits ainsi engendrés mouraient prématurément. Rapide et bon sauteur, le zébrule est cependant peu aisé à monter car la peau de son dos est lâche et la selle tourne donc facilement.
Son caractère imprévisible le rend également difficile à dresser.

## Histoire

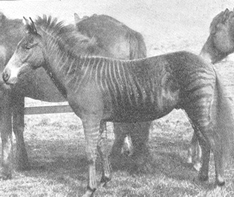
Zébrule d'un an publié dans Penycuik Experiments (Londres, 1899). La photographie pourrait avoir été prise chez un éleveur de Hambourg.

Le premier engouement pour le zébrule date de la fin du XIXe siècle. Certains ont vu dans cet animal métissé un auxiliaire pour l'armée. 
Ainsi, en 1905, le rapport d'un congrès international tenu à Mons proposait de développer l'élevage du zébrule : « On aura donc, avec le zébrule, un animal utile au lieu de deux animaux dont on
ne peut tirer parti en Afrique » (Marc Kamga[Qui ?]), l'un à cause de son caractère indomptable, le second à cause de son manque de résistance au climat et aux maladies et en 1910, on retrouve la même idée de propagation de ces animaux en Afrique centrale et orientale.
Les Anglais ont aussi employé des zébrules dans leurs régiments indiens.
Plus récemment, et spécialement aux États-Unis, le zébrule est devenu un animal de cirque ou d'agrément. Il y est beaucoup plus commun qu'en Europe puisqu'il existe une cinquantaine d'éleveurs, et que le nombre de zorses est estimé entre 300 et 400 sur le sol américain contre une vingtaine hors des États-Unis.

## Zébrules célèbres
- Stormy, dressée à l'équitation western, est le zébrule le plus connu actuellement ; elle a été éduquée par son propriétaire Pat Parelli et le dresseur australien Andy Booth, installé au Haras de La Cense[6] dans les Yvelines.
- Kruger et N'soko sont les deux premiers zébrules nés en France, dans le parc animalier privé d'un agriculteur de Cuchery[7].
- Eclyse est un zébrule pie visible dans le safari parc allemand de Holte-Stukenbrock près de la ville de Bielefeld.